# 労働保険審査官
労働保険審査官（ろうどうほけんしんさかん）とは、労働保険審査官及び労働保険審査会法によって設置された官職で、労働者災害補償保険審査官と雇用保険審査官の総称である。所定の要件を満たす者の中から厚生労働大臣が任命し、各都道府県労働局に置かれる。

## 概要
審査官に対する審査請求は、原処分をした行政庁の所在地を管轄する都道府県労働局に置かれた審査官に対してするものとする（第7条1項）。審査官は、次に掲げる者以外の者でなければならない（第7条2項）。
1. 審査請求に係る処分に関与した者又は審査請求に係る不作為に係る処分に関与し、若しくは関与することとなる者
2. 審査請求人
3. 審査請求人の配偶者、4親等内の親族又は同居の親族
4. 審査請求人の代理人
5. 前二号に掲げる者であった者
6. 審査請求人の後見人、後見監督人、保佐人、保佐監督人、補助人又は補助監督人
7. 利害関係者

### 労働者災害補償保険審査官
労働者災害補償保険審査官は、一般職の職員の給与に関する法律第6条1項1号イに規定する行政職俸給表（一）による職務の級が3級以上の労働基準監督官又は厚生労働事務官をもって充てる（施行令第1条1項）。
労働者災害補償保険審査官は、労働者災害補償保険法第38条1項の規定による審査請求（所轄労働基準監督署長がなした労災保険の保険給付に関する決定に対する不服申立て）の事件を取り扱う（第2条1項）ほか、労働基準法第86条1項の規定による審査及び仲裁（災害補償の実施に関する異議に対して所轄労働基準監督署長がなした審査及び仲裁の結果に対する不服申立て）の事務を取り扱う（第6条）。

### 雇用保険審査官
雇用保険審査官は、一般職の職員の給与に関する法律第6条1項1号イに規定する行政職俸給表（一）による職務の級が3級以上の厚生労働事務官をもって充てる（施行令第1条2項）。
雇用保険審査官は、雇用保険法第69条1項の規定による審査請求（所轄公共職業安定所長がなした雇用保険の被保険者資格の確認、失業等給付に関する処分又は失業等給付の返還命令に対する不服申立て）の事件を取り扱う（第2条2項）。

## 審査請求の手続き
審査請求は、審査請求人が原処分のあったことを知った日の翌日から起算して3ヶ月を経過したときは、することができない。ただし、正当な理由によりこの期間内に審査請求をすることができなかったことを疎明したときは、この限りでない（第8条）。
厚生労働大臣は、都道府県労働局につき、労働者災害補償保険制度に関し、関係労働者を代表する者及び関係事業主を代表する者各二人を、雇用保険制度に関し、関係労働者を代表する者及び関係事業主を代表する者各二人を、それぞれ関係団体の推薦により指名するものとする（第5条）。これにより指名された者は、「〇〇県労働者災害補償保険審査参与」「〇〇県雇用保険審査参与」と呼ばれ（施行規則第1条）、それぞれ事件の審理に参加する。
審査官は、審査請求がされたときは、当該審査請求を却下する場合を除き、原処分をした行政庁、審査請求の結果について利害関係のある行政庁その他の第三者（利害関係者）及び参与に通知しなければならない（第13条1項）。この通知を受けた者は、審査官に対して事件につき意見を述べることができる（第13条2項）。
審査官は、審理を行うため必要があるときは、審査請求人若しくは第13条1項の規定により通知を受けた者の申立てにより又は職権で、次に掲げる処分をすることができる。また審査官は、他の審査官に、これらの処分を嘱託することができる。もっともこれらの処分は、犯罪捜査のために認められたものと解釈してはならない（第15条）。
- 審査請求人又は参考人の出頭を求めて審問し、又はこれらの者から意見若しくは報告を徴すること。
- 文書その他の物件の所有者、所持者若しくは保管者に対し、相当の期間を定めて、当該物件の提出を命じ、又は提出物件を留め置くこと。
- 鑑定人に鑑定させること。
- 事件に関係のある事業所その他の場所に立ち入って、事業主、従業員その他の関係人に質問し、又は帳簿、書類その他の物件を検査すること。
- 労働者災害補償保険法第38条1項の規定による審査請求の場合において、保険給付を受け、又は受けようとする者に対して審査官の指定する医師の診断を受けるべきことを命ずること。

審査官の決定は、通知を受けた利害関係者を拘束する（第21条）。審査官の決定に不服のあるときは、労働保険審査会に再審査請求することができる。決定書には、労働保険審査会に対して再審査請求をすることができる旨及び再審査請求期間を記載しなければならない（第19条2項）。また、審査請求人は、審査請求をした日から3ヶ月を経過しても審査請求についての決定がないときは、審査官が審査請求を棄却したものとみなすことができる（労働者災害補償保険法第38条2項、雇用保険法第69条2項）。